# Gaberščik
Gaberščik je priimek v Sloveniji, ki ga je po podatkih Statističnega urada Republike Slovenije na dan 1. januarja 2010 uporabljalo 35 oseb in je med vsemi priimki po pogostosti uporabe uvrščen na 9.436. mesto.

## Znani nosilci priimka
- Adrijana Gaberščik, folkloristka, učiteljica ljudskega petja
- Alenka Gaberščik (*1956), biologinja, ekologinja
- Boris Gaberščik (1923—2019), urbanist, prostorski planer, publicist
- Boris Gaberščik (ml.) (*1957), umetniški fotograf
- Josip Gaberščik (1884/5—1973), avtomobilist
- Oskar Viljem Gaberščik (1862—1918), politik
- Vesna Gaberščik - Ilgo (*1944), modna oblikovalka